# Shared Source
Shared source je v informatice framework od firmy Microsoft, který slouží pro sdílení zdrojového kódu s třetími stranami. Shared Source Initiative, umožňuje lidem kteří nepracují pro Microsoft, sdílet nabízené zdrojové kódy vybraného softwaru. Projekt byl spuštěn v květnu 2007 a zahrnuje spektrum technologií a licencí. Většina z nabízených zdrojových kódů je k dispozici ke stažení po splnění příslušných podmínek.
Licence nabízené jako closed source (uzavřený kód) umožňují pouze prohlížení zdrojových kódu a vytváření komentářů sloužících pro jejich následnou úpravu a distribuci pro komerční i nekomerční účely.

## Přehled
Shared Source programy umožňují jednotlivcům a organizacím přístup k aplikacím Microsoft source code a vytváření komentářů (např. při vývoji doplňkových systémů), které slouží k posouzení a auditu z hlediska bezpečnosti (nejvíce požadované od některých velkých korporací a vládami) a pro rozvoj (akademické instituce, výrobci zařízení, jednotliví vývojáři).
K frameworku se pojí pět licencí vydaných Microsoftem, které je možné všeobecně využít. Dvě z nich, Microsoft Public License a Microsoft Reciprocal License, které byly schváleny Open Source Initiative jako open source licence, jsou též považovány Free Software Foundation za licence free software. Ostatní Shared Source licence jsou proprietární a umožňují tak držiteli autorských práv ponechat si přísnější kontrolu nad využitím svého produktu.
Shared Source Initiative byla napodobována i jinými společnostmi, například RISC OS Open Ltd.
U některých výrobků používá Microsoft zvláštní licence, například Shared Source CLI licence a Microsoft Windows Embedded CE 6.0 Shared Source License.

## Open Source licence
Organizace Open Source Initiative a Free Software Foundation označili dvě licence Microsoftu za Open source / Free software

### Microsoft Public License (Ms-PL)
Licence má nejméně omezení a umožňuje distribuci kompilovaného kódu pro komerční i nekomerční účely pod licencí, která je v souladu s Ms-PL. Zásahy do zdrojového kódu jsou povoleny pouze pod Ms-PL. Během schvalování v Open Source Initiative (OSI) byla Microsoft Permissive License přejmenována na Microsoft Public License. Schválení proběhlo 12. října 2007.
Podle organizace Free Software Foundation se jedná o free software licence, která není kompatibilní s GNU GPL.

### Microsoft Reciprocal License (Ms-RL)
Licence umožňuje distribuci odvozených, pokud jsou modifikované zdrojové soubory zahrnuty a ponechány pod licencí Ms-RL. Ms-RL dovoluje šířit soubory, které nebyly původně zveřejněny pod touto licencí, podle licence zvolené držitelem autorských práv. Totéž platí pro licence CDDL, Eclipse Public License (EPL) nebo LGPL (GPL s linkováním). Licence Ms-RL byla původně pojmenována Microsoft Community License a poté přejmenována v průběhu schvalování v OSI.
Dne 9. prosince 2005, byla Ms-RL licence předložena organizaci Open Source Initiative ke schválení. Nebyla podána firmou Microsoft, ale Johnem Cowanem, programátorem z New Yorku. OSI pak kontaktovala Microsoft, aby zjistila, zda mají pokračovat ve schvalování. Microsoft odpověděl, že si nepřeje být donucen ihned reagovat a potřebuje čas na své rozhodnutí.
V červenci 2007 oznámil ředitel oddělení práce s open source projekty Bill Hilf firmy Microsoftu na O'Reilly Open Source Convention, že společnost Microsoft oficiálně podala Ms-PL a Ms-RL ke schválení do OSI. OSI tyto licence schválila 12. října 2007 spolu s Ms-PL. Podle Free Software Foundation je Ms-RL free software licence, avšak není kompatibilní s GNU GPL.

## Non Open Source licence
Další Microsoft Shared source licence mají různá omezení. Z těchto důvodů je Open Source Initiative a Free Software Foundation neschválila jako Open source/free software.

### Microsoft Reference Source License (Ms-RSL)
Jedná se o licenci, která má nejvíce omezení. Zdrojový kód je k dispozici pro prohlížení za účelem ohlasů a pro možnost zobrazit zdrojový kód při ladění. Vývojáři nesmí distribuovat a modifikovat kód pro komerční i nekomerční účely. Licence byla dříve nazvána zkráceně Ms-RL, ale Ms-RL nyní označuje Microsoft Reciprocal License.

### Microsoft Limited Public License (Ms-LPL)
V této verzi Microsoft Public License jsou práva udělena pouze vývojářům softwaru, založeném na Microsoft Windows. Podle ustanovení OSI není licence open source, protože by musela být technologicky neutrální.

### Microsoft Limited Reciprocal License (Ms-LRL)
Ms-LRL je verze Microsoft Reciprocal License. Práva k použití jsou udělena pouze tehdy, je-li vývoj softwaru pro platformu Microsoft Windows. Stejně jako Ms-LPL, tato licence není open source, protože není technologicky neutrální.

## Kritika
Organizace FSF a OSI interpretují dvě specifické Shared Source licence jako free software a open source licence. Nicméně prezident OSI Michael Tiemann se domnívá, že slovní spojení „shared source“ je marketingový termín vytvořený firmou Microsoft. Tvrdí, že to je „revoltující termín, který odvádí a oslabuje poselství Open Source pomocí podobně znějících podmínek a podobně znějících slibů“.
Vývojáři open source mají obavy, že by mohli být později obviněni z krádeže, pokud by jejich kód byl podobný kódu uvolněným pod licencí Microsoft Reference Source.
Vývojář GNOME a Mono Miguel de Icaza upozorňuje open source vývojáře, aby se na žádný takový kód nedívali.

## Přední Shared Source programy a projekty

### Microsoft Enterprise Source Licensing Program
Některé verze operačních systémů Microsoft Windows a jejich části jsou přístupné pro podnikové zákazníky. Z programů Shared Source má licence ESLP nejvíce omezení a nedovoluje žádné úpravy kódu.

### Microsoft Windows Akademický Program
Akademický program poskytuje univerzitám po celém světě dokumentace, zdrojový kód jádra systému Windows a užitečné projekty pro začlenění technologie jádra systému do výuky a výzkumu.

### Microsoft Shared Source Common Language Infrastructure
Shared Source CLI (Common Language Infrastructure) byl první široce distribuovaný program. Byla to Shared Source implementace Common Language Infrastructure. Licencování umožňuje nekomerční úpravu a distribuci zdrojového kódu tak dlouho, dokud všechna vydání obsahují původní licenci, nebo zahrnují původní podmínky. Ty říkají, že šíření se povoluje pouze pro osobní nebo akademické účely, nikoliv pro komerční.
Microsoft Shared Source Common Language Infrastructure není podle organizace Free Software Foundation free software a není ani open source podle OSI.

### Windows Installer XML (WiX)
WIX je sada nástrojů, která vytváří Windows Installer (MSI) svazky z XML dokumentu. Byl to první software Microsoftu vydaný pod open source licenci Common Public License (CPL).

### ASP.Net AJAX Control Toolkit
ASP.Net AJAX Control Toolkit je sada ovládacích prvků a rozšíření, které používá AJAX technologie. Poskytuje možnost vývojářům zlepšit webové stránky klientů. Sada nástrojů je pod licencí Microsoft Public license (MS-PL) a je k dispozici na online portálu CodePlex, který slouží pro projekty společného vývoje softwaru.